# 極樂女忍者
《極樂女忍者》（日语：LADY NINJA〜青い影〜）是一部2018年的日本電影，由藤原健一執導，葉加瀨麻衣、亞紗美、赤井沙希主演，描述日本政府麾下的秘密組織「極樂」對抗企圖顛覆政權的黑田財閥的過程。電影在2018年1月20日於東京首映。

## 製作
《極樂女忍者》是葉加瀨麻衣首次擔任電影主演，也是首次演出動作片。葉加瀨麻衣表示，在劇中展現自己性感的一面並不困難，但動作戲帶給自己很大的壓力。她過去並沒有相關經驗，在學生時代對運動完全不在行，也對向人拳打腳踢有抗拒，因此她開拍前三個月就開始進行體力及格鬥訓練，而這也造成她渾身瘀青。她與赤井沙希都期望觀眾能看到兼具性感和強悍的女忍者形象，並期望能打造出如同《神力女超人》形象的角色。為宣傳電影，葉加瀨麻衣出席了2018年1月3日在東京後樂園廳舉辦的特別活動，在格鬥擂台上與演員對打。葉加瀨麻衣也希望在拍攝結束後可以持續鍛鍊身體，她表示如果可以練出六塊腹肌，那麼在電影續篇中能露出的就不只是胸部而已。

## 劇情大綱
為了處理槍枝、犯罪與毒品交易問題，日本政府成立一支名為「極樂」的特務部隊力圖捍衛和平。御影亞矢的家族代代為政府效力，而她是服役於極樂的女忍者，代號「夜鶯」，她在對付有人口販賣嫌疑的黑田財閥幹部豐原航時被炸傷，後被救回後稟報了上級，但因缺乏關鍵性證據而無法直搗黃龍。
黑田財閥是龐大到幾乎取代日本政府的跨國企業，亦有顛覆日本政府的嫌疑。財閥領導人黑田源一聘請旗下科學家別府數馬，以藥物「粒神」製造沒有自我意志的生化武器「夜叉」，派他襲擊極樂的成員。首先遭受攻擊的成員「燕子」負傷逃走，並一度失去戰鬥意志。極樂的指揮官追查出夜叉的製造者是別府數馬，並推斷黑田財團之所以透過人口販賣供給他資金和實驗對象，是為了建立私人軍隊。
極樂成員「隼鳥」試圖透過色誘潛入黑田集團，但她失敗被殺，相關紀錄被極樂完全消除，再加上燕子的能力被質疑，將遭降職，讓夜鶯的情緒十分憂鬱。極樂發現了夜叉和別府數馬的行蹤，夜鶯戰勝了他們並將之擒回，但她無法接受燕子的離開，與身為極樂總司令的父親爭執。另一方面，因為實力不足而必須離開極樂的燕子找到別府數馬，取得粒神強化自己，卻也因此人格大變。夜鶯接到殺死叛徒燕子的指令，潛入別府數馬的實驗室並與燕子交戰，被迫殺死了對方，之後擊敗了別府數馬。
總司令從先前的行動中判斷極樂內部有黑田財閥的間諜，命令夜鶯找出間諜。另一方面，黑田財閥開始解密別府數馬留下的研究資料，並展露出控制日本的野心。

## 外部連結
- 極樂女忍者的X（前Twitter） （日語）